# Tecnica di un omicidio
Tecnica di un omicidio è un film del 1966 diretto da Franco Prosperi con lo pseudonimo di Frank Shannon.

## Trama
Clint Harris, abile killer professionista, viene incaricato di far fuori Frank Secchy, che, dopo aver tradito i soci, si è nascosto a Parigi sottoponendosi a un intervento di plastica facciale. Harris accetta l'incarico, ma perde il fratello ucciso sotto i suoi occhi da ignoti. E, Harris decide di vendicare più che mai il fratello, partendo per la Francia accompagnato da un promettente giovane di nome Tony Lobello. Dopo un po' Harris riesce ad individuare Secchy uccidendolo, ma Harris che scopre che Lobello ha l'incarico di ucciderlo e lo stesso Harris lo anticipa, uccidendo anche lui.

## Produzione
Alcune persone coinvolte nella realizzazione del film vennero accreditate nei titoli con nomi stranieri: oltre al regista Franco Prosperi, celato dallo pseudonimo Frank Shannon, anche il montatore Mario Serandrei divenne Mark Sirandrews. Il giovane Franco Nero venne invece accreditato come Frank Nero. Malgrado compaia in tutte le locandine ed il suo personaggio abbia delle battute, l'allora popolare modella e attrice Kitty Swan non è accreditata.